# Křesťanská akademie mladých
Křesťanská akademie mladých, z.s. (KAM) je evangelikální mezidenominační organizace, působící v Česku.
Práce KAM vznikla v 90. letech 20. století ze spolupráce členů Církve bratrské s americkými misionáři (např. Davem Pattym). Jako občanské sdružení byla KAM zaregistrována v roce 1997. Roku 2001 začala provozovat v Malenovicích hotel, sloužící též jako vzdělávací středisko.
| „          | Bohem způsobené hnutí mezi mladými lidmi, které najde svůj domov v církvi a proměňuje společnost. | “ |
| — Vize KAM |                                                                                                   |   |

## Původ
KAM je členem mezinárodní učednické organizace Josiah Venture jejímž prezidentem je taktéž David Patty a tato organizace je dále zakotvena v nadnárodní učednické organizaci Sonlife Ministries, jejímž manažerem je Dann Spader. Ten je i autorem většiny principů učednických manuálů, používaných v KAM k trénování mládeže.

## Věrouka
Věroučně se KAM řadí do evangelikálního hnutí, speciálně mezi mládežnická učednická hnutí, které vychází rovněž z hnutí církevního růstu. Pracuje podle svého chápání díla Ježíše Krista, který se přednostně věnoval svým 12 apoštolům. Stejně tak je každý mládežník povzbuzován, aby i on měl svoji skupinku učedníků, kterým by se věnoval jako mistr svým tovaryšům. Tito učni jsou pak vysláni, aby stejně tak získávali své učedníky a vytvářeli síť vztahů. KAM věří, že právě tímto Ježíš mínil tzv. „Velké poslání“, když své poštoly vyslal do celého světa k získávání učedníků se slovy: „Je mi dána veškerá moc na nebi i na zemi. Jděte ke všem národům a získávejte mi učedníky." (Mt 28,18.19)

## Aktivity
KAM působí jako paracírkevní organizace, jejímž cílem je na výše uvedeném učednickém principu vyučit hnutí mladých křesťanů napříč denominačním spektrem českých církví. Využívá k tomu moderních, zejména mediálních a marketingových technik a dovedností z oblasti řízení lidských zdrojů, jako jsou „koučink“ a „multiplikace“. Práce je pak zaměřena zejména na vyučení vedoucích křesťanských mládeží a vedoucích protestantských církví.
Mezi nejznámější propagační aktivity patří televizní pořad Exit 316. Jeho pomocí KAM organizuje následnou službu „Turbo 316“, která má pomoci vytvořit síť mladých křesťanů ve školách a napříč církvemi. KAM dále ve spolupráci s Akademií věd organizoval rozsáhlý průzkum veřejného mínění, který měl za cíl zjistit i příčiny nedůvěry mladých lidí českým církvím. Negativní výsledky kampaně pak posloužily propagaci Exitu 316, ve kterém je spatřován důležitý misijní nástroj. Stejně tak další aktivita KAM „Sít křesťanských učitelů“ má vést mimo jiné k propagaci a implementaci Exitu 316 mezi studenty českých škol. V neposlední řadě se KAM podílí na zavedení předmětu „etika“ do základního vzdělávání žáků v ČR. Prostředky KAM čerpá z amerických grantových agentur a příspěvků zejména z českých církví.

## Kontroverze
Pro svoji práci, pořad Exit 316 a vliv mezi církvemi skrze tyto a jiné školící aktivity se KAM stala i terčem kritiky. Tato kritika vyvrcholila veřejným prohlášením biskupa Apoštolské církve, který viděl v práci KAM nepatřičný element pro křesťanskou věrouku i praxi a v podstatě zasahování do odpovědnosti církve. K podobné věci došlo i u slovenské Evangelické církve a. v., která se svým veřejným prohlášením vymezila vůči slovenské paracírkevní organizaci KOMPAS a neudělila ji povolení ke školení členů ECAV na Slovensku. KOMPAS je přitom dceřinou organizací KAM na Slovensku. Oběma prohlášením předcházela déle se vlekoucí kauza. KOMPAS celou akci medializoval a prostřednictvím kampaně na internetu se snaží získat pro svoji práci podporu křesťanské veřejnosti.